# Hoppál Bulcsú
Hoppál Bulcsú (Abaújszántó, 1974. szeptember 24. –) filozófus, vallástudós, teológus és dokumentumfilmes. Szakterületei: vallásfenomenológia, vallástudomány, tomizmus. (Többféleképpen használja nevét: Hoppál K. Bulcsú, Hoppál Kál Bulcsú). Felesége Hoppál Katalin. Öt gyermek édesapja: Ilona Cicelle (2005), István Lél (2008) Emőke (2011), Jenő és Attila (2013).

## Életpálya
- 1999 Baccalaureus in Sacra Theologia, Pázmány Péter Katolikus Egyetem Budapest
- 2002 Licentia in Sacra Theologia, Pázmány Péter Katolikus Egyetem Budapest
- 2003 Magister der Philosophie, Internationale Akademie für Philosophie im Fürstentum Liechtenstein
- 2013 Ph.D. filozófia, Pécsi Tudományegyetem

## Ösztöndíjak, szakmai eredmények
- Socrates/Erasmus 2.2 2001. Universität Passau
- "Stipendium für osteuropäischen Studierende an der IAP, zur Verfügung gestellt von der 'Fürst Franz Josef II Stiftung" SS 2002, WS 2002, SS 2003, SS 2003. Liechtenstein, IAP
- "Stipendium der IAP im Rahmen des Osteuropa-Hilfe-Programms der Regierung des Fürstentums Liechtenstein" WS 2003. Liechtenstein, IAP
- Keresztény Közéleti Akadémia tudományos kutatási ösztöndíja 2004.
- „Újbuda-Mecénás” Művészeti ösztöndíj 2008.
- Santiago de Chile-i Katolikus Egyetem doktori ösztöndíja 2007-2009.
- Egyéb filmes ösztöndíjak
- A Honvédelmi Minisztérium Hadtörténeti Intézet és Múzeum arany emlékérme 2010.

## Fontosabb publikációk (könyvek, válogatás)
- Hoppál Kál Bulcsú (szerk.): Hittel a nemzetért. Hívők helytállása az 1956-os forradalomban és szabadságharcban. Budapest: Patrióta Média, 2006. 163. p.
- Cselényi István – Hoppál Kál Bulcsú – Kormos József (szerk.): Aquinói Szent Tamás nyomán. A Magyarországi Aquinói Szent Tamás Társaság konferenciái 2004-2005. Budapest: Mozaik Nyomda, 2007. 293. p.
- Hoppál Kál Bulcsú (szerk.): Előadások a vallásról. (Vallástudományi Tanulmányok 7-8.) Budapest: Mozaik Nyomda, 2007. 100. p.
- Cselényi István – Hoppál Kál Bulcsú – Kormos József (szerk.): Aquinói Szent Tamás párbeszéde korunkkal. Budapest: Mozaik Nyomda, 2009. 355. p.
- Hoppál Kál Bulcsú (szerk.): Aquinói Tamás és a tomizmus ma. Thomas Aquinas and Thomism Today. Budapest: L’Harmattan, 2010. 176 p.[2]
- Cselényi István – Hoppál Bulcsú (szerk.): A Magyarországi Aquinói Szent Tamás Társaság Közleményei. Budapest: Mozaik Nyomda, 2011. 186 p.[3]
- Hoppál K. Bulcsú – Szilágyi Zsolt – Vassányi Miklós: Áldozat és ima. Budapest: L’Harmattan, 2011. 229 p.[4]
- Hoppál K. Bulcsú: Az igazság dialógusa. Pomáz: Kráter, 2012. 182. p.
- Antall József, a rendszerváltoztató miniszterelnök; szerk. Cservák Csaba, Hoppál K. Bulcsú; NKE Közigazgatás-tudományi Kar Állam- és Társadalomelméleti Intézet–L'Harmattan, Bp., 2015 (Libri pro publico bono)

## Egyéb publikációk (cikkek, válogatás)
- „Mi köze a filozófiának a vallástudományhoz? Egy vallástudományi kísérlet Pauler Ákos bölcselete alapján” In: Hoppál Mihály – Kovács Ábrahám (szerk.): Tanulmányok a magyar vallástudomány történetéről. Budapest: L’Harmattan, 2009. pp. 19–27.
- „Rendszerbe zárva – a magyar katolikus teológia helyzete a hetvenes években Nyíri Tamás munkásságának szempontjából” In: Boros Gábor (szerk.): A hetvenes évek filozófiai lehetőségei és valósága. Budapest: L’Harmattan, 2010. pp. 187–202.
- „Szerkezet nélküli kultúra” Kapu (2010) XXIII. 4. pp. 23–25.
- Betekintés a mai vallástudományba. Vallástudományi Szemle, 2010/3. pp. 213–215.
- „The Minimum Phenomenology in Religious Studies” In: Mihály Hoppál and Péter S. Szabó (eds.): Science of Religion in Hungary. Budapest: King Sigismund College and the Hungarian Association for the Academic Study of Religions, 2011. pp. 62–69.

## Filmográfia (válogatás)
- „…s mondják neki, csángó…” c. filmben (Kocsis Péter Csabával közösen); rendező, 2005. Bemutató: Magyarkanizsa, Cnesa Kulturális Központ (SCG)
- „…visszafelé csak az Isten tudja…Gyón – 1956” (Kocsis Péter Csabával közösen); rendező, 2006. (Magyar Történelmi Film Alapítvány támogatásával); MADE Fesztivál 2006. versenyre válogatva.
- „…jó volt, hogy volt…Magyarfalusi Napok 2006.” (Kistérségi és Kisközösségi Televíziók, IX. Filmszemle Radványi Géza emlékére – versenyprogramba válogatva); (Népművészeti Filmszemle - 2007. Rákóczifalva, 2007. július 6-7. III. helyezés) Kocsis Péter Csabával közösen. Társrendező
- „Gáborok” c. kísérleti dokumentumfilm. Rendező. IV. Országos Független Helytörténeti Dokumentumfilm Szemle 2008. versenyre válogatva.
- „Volt az a pár nap…” rendező. Újbuda XI. kerületi Önkormányzat támogatásával.
- „Szadduceus” (Havasi Dániellel közösen) rendező. 2009. Faludi Akadémia „Csoda” filmszemle, versenyre válogatva.[5]
- „Tamási, 1956” (Havasi Dániellel és K. Németh Andrással közösen) rendező. 2010.
- Cigányok az 1956-os forradalomban. (Havasi Dániellel közösen) rendező, forgatókönyv. 2011.